# Súchil (kommun)
Súchil är en kommun i Mexiko.   Den ligger i delstaten Durango, i den centrala delen av landet, 700 km nordväst om huvudstaden Mexico City.
Följande samhällen finns i Súchil:
- Súchil
- Mesa de San Antonio
- San Juan de Michis
- Santa Cruz